# Forcalquier
Forcalquier (okcitansko Forcauquier/Forcaucuié) je naselje in občina v jugovzhodni francoski regiji Provansa-Alpe-Azurna obala, podprefektura departmaja Alpes-de-Haute-Provence. Leta 1999 je naselje imelo 4.302 prebivalca.

## Geografija
Forcalquier se nahaja med Lursko goro in masivom Luberon, približno 50 km jugozahodno od središča departmaja Digne-les-Bains.

## Administracija
Forcalquier je sedež istoimenskega kantona, v katerega so poleg njegove vključene še občine Dauphin, Limans, Mane, Niozelles, Pierrerue, Saint-Maime, Saint-Michel-l'Observatoire, Sigonce in Villeneuve z 12.007 prebivalci.
Naselje je prav tako sedež okrožja, v katerega so poleg njegovega vključeni še kantoni Banon, Manosque-Jugovzhod/Jugozahod/Sever, La Motte-du-Caire, Noyers-sur-Jabron, Peyruis, Reillanne, Saint-Étienne-les-Orgues, Sisteron, Turriers in Volonne s 75.739 prebivalci.

## Zgodovina
Latinsko ime Furnus calcarius izhaja od apnenih peči, uporabljenih v rimskem času. Konec 11. stoletja so provanški grofje kraj povzdignili na raven grofije, ki je skozi 12. stoletje ostala neodvisna država. V tem času je bil Forcalquier glavno mesto Visoke Provanse, h kateri so spadali še kraji Manosque, Sisteron, Gap in Embrun. Forcalquier je tedaj koval svoj lastni denar, njegova cerkev je bila povzdignjena v status konkatedrale. Lokalni grofje so po moči lahko kljubovali provanškim grofom in bili z njimi v rivalstvu vse do leta 1195 in poroke grofice Gersende de Sabran z grofom Provanse Alfonzom II. Njun sin Ramon Bérenger IV. je nasledil obe grofiji.

## Zanimivosti
- konkatedrala Notre-Dame-du-Bourget iz obdobja 13. do 17. stoletja, drugi sedež škofov Sisterona, francoski zgodovinski spomenik,
- frančiškanski samostan les Couvent des Cordeliers iz 13. stoletja, ukinjen med francosko revolucijo; od njega so ostala zgolj vrata Port de Cordeliers,
- citadella s kapelo Notre-Dame-de-Provence,
- občinski muzej z zbirko iz prazgodvinskega in galo-romanskega obdobja.

## Pobratena mesta
- Guastalla (Emilija - Romanja, Italija)